# Раґнгільд Гаґа
Раґнгільд Гаґа (норв. Ragnhild Haga) — норвезька лижниця, дворазова олімпійська чемпіонка. 
Дві золоті олімпійські медалі Гаґа здобула на Пхьончханській олімпіаді — на дистанції 10 км вільним стилем та в естафеті, виступаючи за збірну Норвегії. 

## Виноски
1. ↑  International Ski and Snowboard Federation database
2. ↑  https://www.teamnor.no/profiler/langrenn/ragnhild-haga/
3. ↑  Women's 10 kilometre freestyle results (PDF). Архів оригіналу (PDF) за 12 вересня 2019. Процитовано 18 лютого 2018.
4. ↑  Women's 4 × 5 kilometre relay results